# Renault 15 e 17
Le Renault 15 e Renault 17 sono due autovetture coupé di fascia media prodotte dalla Renault tra il 1971 ed il 1979.

## Storia e profilo

### Genesi e debutto
Alla fine degli anni sessanta la Renault stava ultimando il suo programma di rinnovamento della gamma: nella fascia bassa la R4 era il modello più anziano, ma ancora stava dettando legge nella sua categoria, mentre la "sorella" R6 stentava un po' di più (ma lo stesso valeva per la sua principale rivale, la Citroën Dyane). Inoltre, sempre rimanendo tra le vetture economiche, erano in fase avanzata gli studi per la futura piccola R5; un gradino più in alto era appena stata lanciata la R12, mentre la fascia superiore era già da alcuni anni presidiata dalla R16, che aveva introdotto il portellone tra le grandi berline da famiglia. Restava un'ultima "lacuna" da colmare, decisamente meno 'facile' e più di nicchia: si trattava del segmento delle medie sportiveggianti, occupato fino a poco tempo prima dalla Caravelle. Alla Renault non si volle trascurare neppure tale segmento, per questo già in fase d'avvio del progetto 117 destinato alla realizzazione della media R12, si cominciò a pensare di derivare da essa una versione coupé la cui gamma potesse includere versioni tranquille, ma anche altre più prestazionali, in modo da soddisfare anche chi avesse meno disponibilità economica ma volesse accostarsi al mondo delle coupé.
Per questo motivo, venne inizialmente vagliato un progetto denominato R.A.G. (Renault-Alpine-Gordini), che prevedeva una coupé che sfruttasse la meccanica della R16. Tale progetto venne però ben presto accantonato a causa degli elevati costi di sviluppo. Si scelse perciò di prendere come base quella della vettura che sarebbe scaturita dal progetto 117, e nel 1966 fu avviato quindi il nuovo progetto 117P. La similitudine tra le due sigle testimonia già da sola la condivisione della stessa base meccanica tra i due modelli. Per dare un taglio netto con la Caravelle, stilisticamente troppo vicina agli stilemi degli anni cinquanta piuttosto che a quelli della seconda metà del decennio seguente, il presidente Pierre Dreyfus istituì  un nuovo Centro Stile, non più incorporato nella sede della Renault, ma direttamente dipendente da essa. A lavorare all'interno di questa nuova sezione vennero assunti molti giovani designer, alcuni  freschi di studi, altri  con all'attivo esperienze maturate presso altre Case automobilistiche. Assieme ad essi vi erano anche dei veterani, come Jacques Ousset, alla Renault già dal 1954. Ma non fu lui il prescelto per guidare l'intera équipe, bensì Gaston Juchet, un giovane  che da poco aveva terminato gli studi. L'intera squadra si mise immediatamente al lavoro: ognuno dei membri del gruppo, Juchet compreso, disegnò la propria interpretazione del concetto di coupé moderna come la si poteva intendere all'epoca. Tutti gli schizzi prefiguravano per molti versi quello che sarebbe stato il modello definitivo, anche se ognuno aveva la propria personalità ed ognuno presentava dei caratteri che si sarebbero ritrovati poi tutti insieme nel risultato finale. I vertici Renault scelsero il progetto di Juchet, una strana coupé dalle linee simili a quelle della contemporanea Lotus Europa. Gli altri designer che videro i propri lavori scartati, cominciarono a dedicarsi al disegno degli interni: questa volta fu il veterano del gruppo, Jacques Ousset, a vedere scelta la sua proposta. A quel punto si trattò di deliberare il modello finale; il lavoro vide impegnata l'intera équipe e portò in breve tempo alla vettura quasi definitiva, anche se dettagli come il paraurti che avvolge la calandra si videro solo a partire dall'ottobre 1968. Fu anche in questo periodo che si decise di sdoppiare la gamma della futura coupé in due modelli distinti, uno dall'indole più turistica ed uno dal temperamento più nervoso. Vennero pertanto disegnate due coupé simili nell'impostazione generale, ma con evidenti differenze tra l'una e l'altra. Vista la scelta definitiva della meccanica e dei motori, dai disegni definitivi ai modelli definitivi il passo fu breve: le due vetture erano pronte per la messa in produzione.
Le prime scocche di prova (qualche decina) furono realizzate nel 1969 e nel 1970: la produzione fu ufficialmente avviata il 15 marzo 1971. Tuttavia, si scelse di non produrre le vetture in uno degli stabilimenti Renault, bensì presso la Société des usines Chausson, un'azienda specializzata in carrozzerie con diversi stabilimenti sparsi per tutto il nord della Francia. Di tale azienda Renault deteneva già dal gennaio 1970 una sua quota di partecipazione assieme alla rivale Peugeot. Per l'assemblaggio delle Renault 15 e 17 si selezionò lo stabilimento di Maubeuge, al confine con il Belgio, che era ancora in fase di costruzione e stava per essere ultimato. La sua inaugurazione si ebbe il 23 settembre 1971 e le Renault 15 e 17 furono i primi due modelli a venirvi assemblati. Inizialmente lo stabilimento di Maubeuge costruì solo le scocche, mentre tutto il restante lavoro (verniciatura, assemblaggio di meccanica ed interni, ecc) fu affidato allo stabilimento Renault di Sandouville. Il pianale arrivava invece dallo stabilimento Renault di Flins.

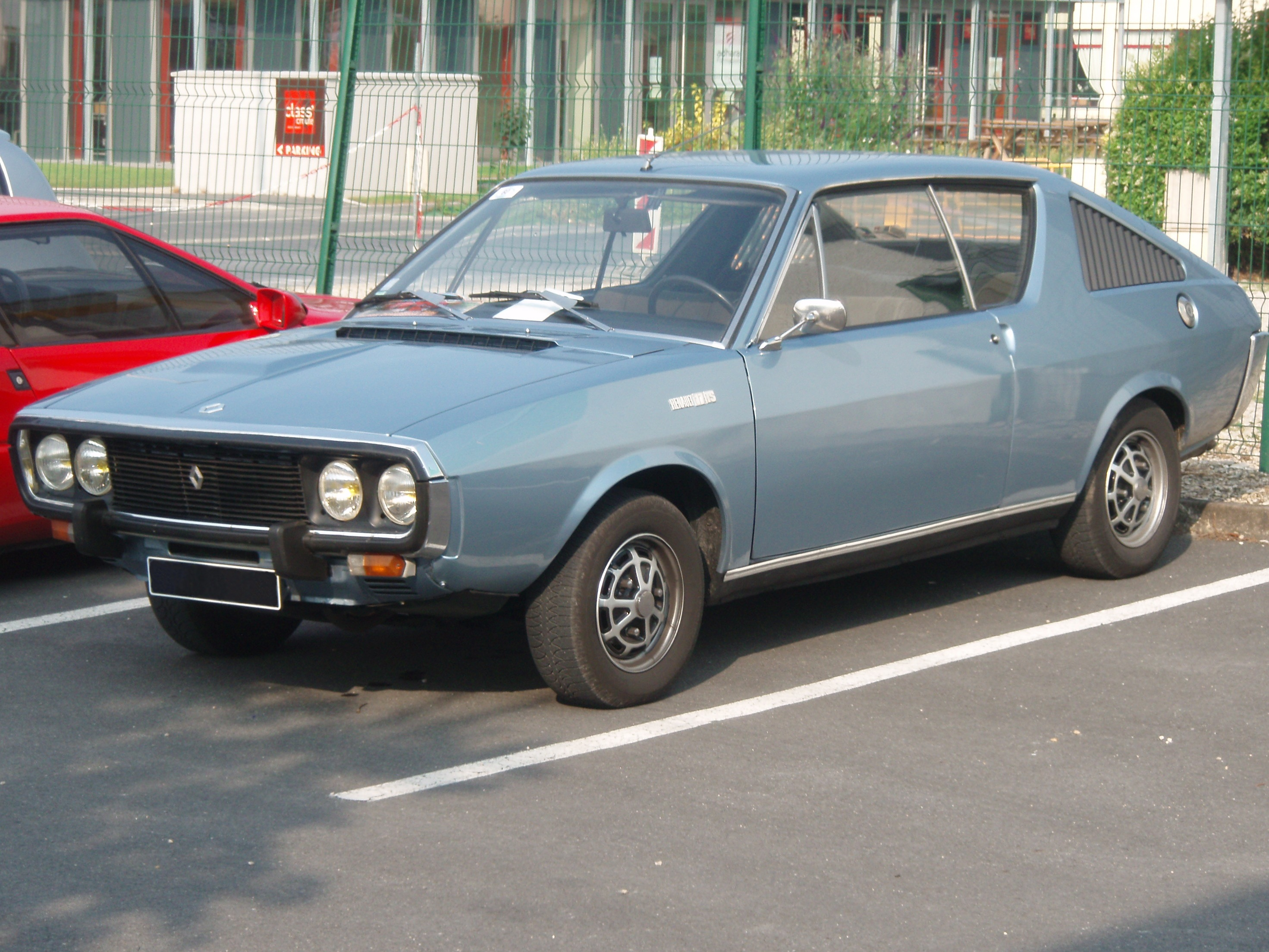
Una Renault 17 TS

Contemporaneamente vennero approntati tutti i preparativi per il lancio commerciale: nel marzo 1971, in contemporanea con l'avvio della produzione, vennero inviate una prima foto ufficiale alla stampa, che ritraeva un esemplare visto di profilo, in modo tale da non far vedere i particolari disegni avvolgenti dei paraurti. Fu solo a luglio che le foto definitive ed un dossier dettagliato vennero inviati alla stampa  A settembre, Renault invitò tutti i suoi concessionari a Nizza, dove venne tenuta una convention che presentò le Renault 15 e 17 dal vivo. La presentazione al grande pubblico avvenne al 58º Salone di Parigi tenutosi ad ottobre, dove fecero bella mostra di sé tutte le versioni previste, ossia la Renault 15, la Renault 17 e la Renault 17 Decouvrable, quest'ultima una vettura non esattamente cabriolet ma piuttosto una Targa.

#### Design esterno ed interno

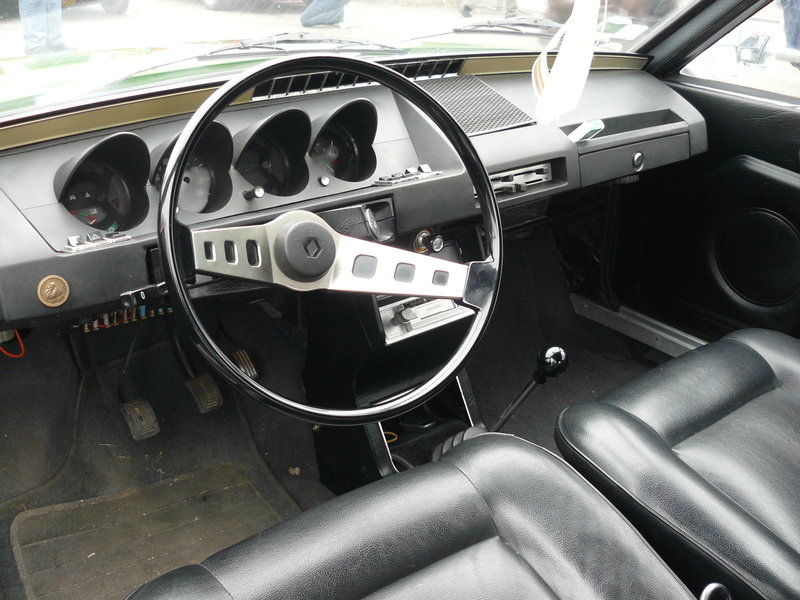
Posto guida

Si è già accennato alla grande mobilitazione di giovani talenti del design per disegnare la linea e gli interni delle due coupé Renault, e si è anche già menzionato come il disegno preferito dai vertici fosse quello di Gaston Juchet, ossia il responsabile del reparto design. I colleghi che videro il proprio lavoro scartato, però, non ebbero svolto un lavoro inutile, poiché parecchie delle loro soluzioni vennero alla fine impiegate in ogni caso. Per esempio, del disegno di Robert Broyer venne ripreso il disegno della coda, compreso il massiccio paraurti (anche se non adottava ancora il disegno ad anello del modello definitivo), il disegno dei fari posteriori ed il lunotto fortemente inclinato che andò a sostituire quello più verticale del disegno di Juchet. Oppure, sempre da Broyer, vennero riprese le superfici vetrate laterali della Renault 15, caratterizzate dall'assenza di montante centrale specifico per tale modello. Infatti la Renault 17 si differenziava dalla 15, oltre che per i fari anteriori circolari e sdoppiati (la 15 montava invece dei fari quadrangolari simili a quelli della R12), anche per i vetri laterali dal disegno completamente differente, dove il finestrino posteriore lasciava il posto ad una sorta di griglia triangolare (a sua volta ripresa dal disegno di Luc Louis) e dove era invece presente un montante centrale inclinato all'indietro. Specifico per la R17, dotata di un carattere più nervoso, era anche un piccolo spoiler sulla coda, appena sopra i fari. Inoltre, da Jean-Claude Mornard venne ripresa la soluzione del lunotto incassato tra i due montanti posteriori, che fu così presente anch'essa nella vettura definitiva.
Più in generale, si tratta di due coupé impostate in maniera similare ma con alcune differenze già menzionate: comuni ad entrambi i modelli erano comunque elementi come la scanalatura longitudinale sul cofano motore, i finestrini anteriori senza intelaiatura ed i due paraurti dal disegno che andava ad integrarsi con la parte superiore della calandra formando così un anello che circondava la mascherina.
Dal veterano Jacques Ousset vennero ripresi i già citati fari anteriori in stile R12, ma anche gli interni: questi ultimi vennero approvati già in fase di progetto. La plancia era costituita da una struttura in acciaio annegata in un rivestimento di schiuma di poliuretano che aveva la funzione di attutire gli urti. Il cruscotto era costituito da quattro strumenti: nella 15 vi erano un tachimetro con contachilometri totale e parziale incorporato più tre agglomerati circolari comprendenti spie ed indicatori vari, mentre nella 17 al posto di uno dei tre insiemi di spie era presente un contagiri. Gli alloggiamenti di questi quattro strumenti integravano quattro palpebre antiriflesso singole che erano tutte e quattro orientate verso lo sguardo del conducente e conferivano all'insieme un disegno del tutto particolare. Semplice il disegno della console centrale, che nella 17 comprendeva anche un orologio. I sedili anteriori sono più squadrati sulla 17 che sulla 15, ma in entrambi i casi sono ribaltabili e reclinabili. Il divanetto posteriore era privo di molle interne ed era caratterizzato dalla presenza di massicce imbottiture nella zona centrale e lungo i lati. Tra le altre differenze che distinguevano la 15 dalla 17, va senz'altro ricordato il dispositivo sbrinalunotto, di serie nella versione più costosa ed optional in quella più economica. Abbastanza buona, per l'epoca, era la capacità del bagagliaio pari a 300 litri: ad esso si accedeva mediante un vero portellone quando in alcune vetture contemporanee che avrebbero potuto prevederlo era invece presente solo un meno pratico sportello.
Per quanto riguarda alcune differenze tra le dotazioni di serie, le Renault 15 non disponevano di contagiri e retrovisore interno antiabbagliamento, elementi che invece facevano parte del corredo di serie della Renault 17 assieme agli alzacristalli elettrici.

#### Struttura, meccanica e motori

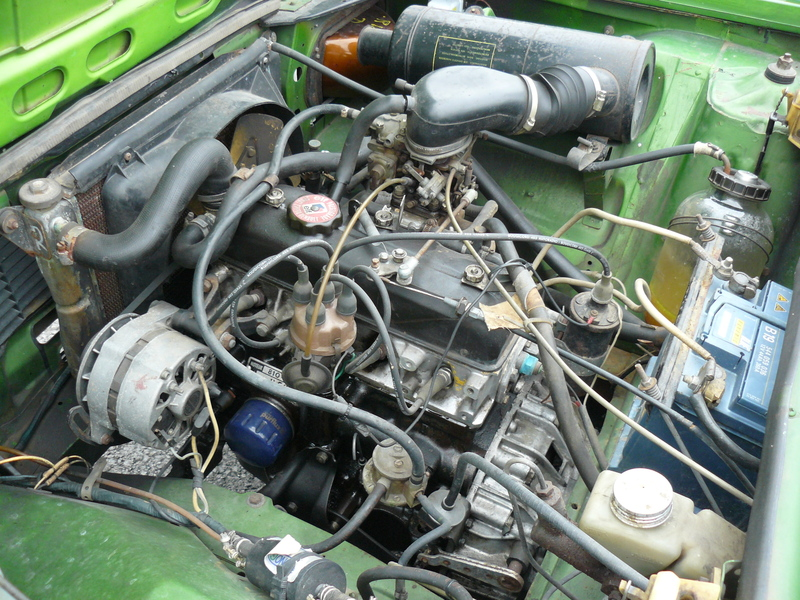
Il vano motore di una Renault 15 TL

La struttura delle Renault 15 e 17 , riprende quella della berlina R12 lanciata due anni prima, mentre la scocca puntava sulla rigidezza torsionale in modo tale da permettere all'auto una maggior stabilità su strada anche ad andature sostenute. Nella versione Decouvrable, era presente un robusto roll-bar, che incorporava i due montanti centrali mediante un massiccio arco in acciaio.
Sul fronte delle sospensioni, i due modelli ripresero le stesse soluzioni della R12, e quindi l'avantreno a ruote indipendenti con quadrilateri deformabili e un retrotreno dall'antiquato schema ad assale rigido. Molle elicoidali ed ammortizzatori idraulici telescopici completavano il quadro. Per quanto riguarda l'impianto frenante, invece, esso venne previsto in tre differenti configurazioni a seconda del modello: in generale si trattava di un impianto frenante misto, cioè con dischi all'avantreno e tamburi al retrotreno, ma la versione di base montava dischi pieni mentre le versioni di metà gamma montavano dischi autoventilanti, ed inoltre la versione di punta era provvista di dischi su tutte e quattro le ruote, dei quali quelli anteriori rimanevano sempre autoventilanti.
Al suo debutto la gamma delle Renault 15 e 17 fu prevista già in un ventaglio abbastanza nutrito di versioni e motorizzazioni, in parte derivanti da quelli della R12 ed in parte mutuate dalla più grande R16:
- 15 TL: versione di base equipaggiata con un motore Cléon da 1289 cm³ alimentato a carburatore ed in grado di erogare 60 CV DIN (68 CV SAE) di potenza massima;
- 15 TS e 17 TL: versioni intermedie dotate del motore A2L da 1565 cm³, sempre alimentato a carburatore ed in grado di erogare fino a 90 CV DIN (100 CV SAE) di potenza massima;
- 17 TS: versione di punta spinta dal motore A3L, sempre da 1565 cm³, ma stavolta alimentato ad iniezione elettronica e della potenza massima di 108 CV DIN (120 CV SAE).

Le Renault 15 e 17 condividono quindi con il resto della produzione Renault anche la trazione anteriore, soluzione che elimina l'albero di trasmissione: quanto alle varianti di cambio è previsto un manuale 4 marce su tutta la gamma tranne sulla 17 TS, che invece monta ancora un cambio manuale ma a 5 marce.

### Evoluzione

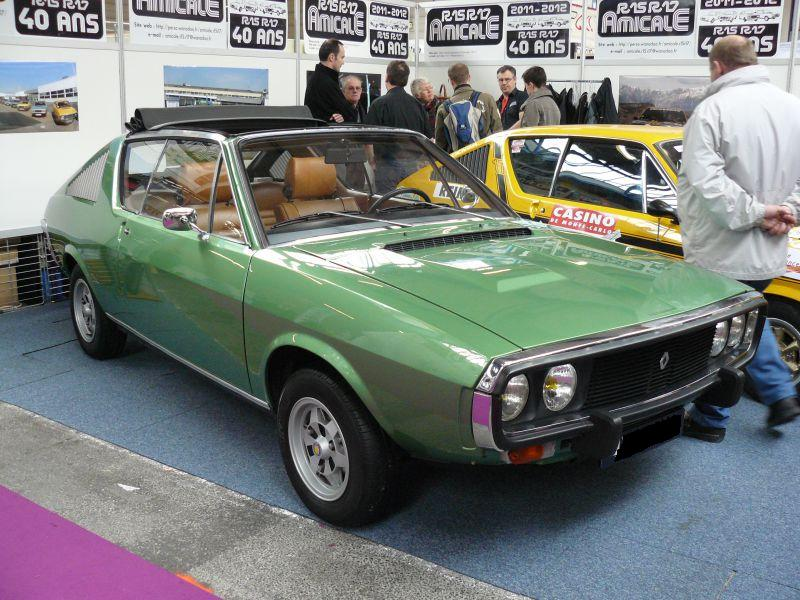
Una Renault 17 Decouvrable

La commercializzazione fu quindi avviata subito dopo la presentazione a Parigi: in Italia, dove secondo le credenze popolari il numero 17 porta sfortuna, la Renault 17 fu commercializzata come Renault 177. Denominazione a parte, la gamma per l'Italia non subì variazioni.
Durante il primo anno di commercializzazione non vi furono aggiornamenti particolari: dal settembre 1972, la gamma si arricchì finalmente con l'arrivo di due nuove versioni: la prima fu la 17 Decouvrable, già citata in precedenza, ma la cui immissione nel mercato fu volutamente ritardata per perfezionare la vettura in alcuni punti; l'altra novità fu la 17 TL Automatique, in cui veniva montato un cambio automatico a 3 rapporti. Inoltre, l'intera gamma fu dotata di uno scarico ad emissioni ridotte e di un più efficace sistema di illuminazione interna. Cambiò anche lo stemma della Losanga, come su tutti gli altri modelli della gamma Renault, mentre la 15 TS ricevette anch'essa un contagiri. A partire dal 1972, la gamma fu proposta anche in alcuni Paesi extraeuropei, come l'Australia e gli Stati Uniti, ma tale tentativo ebbe poco successo dal punto di vista commerciale e la carriera dei due modelli in quei Paesi si rivelò poco redditizia, pur durando per circa cinque anni.

Nell'autunno del 1973 vi furono numerose modifiche all'abitacolo (plancia, cassetto portaoggetti, leva di ribaltamento sedili, pedaliera, leva del freno a mano, plafoniere, nuove cinture di sicurezza, ecc), mentre per quanto riguarda la gamma, anche le 15 TL e TS furono proposte con cambio automatico, lo stesso già montato sulla 17 TL. Inoltre la 17 TS, che in quest'occasione beneficiò del montaggio di nuovi pannelli porta e di una nuova barra antirollio di diametro maggiorato, vide anche l'arrivo di un nuovo propulsore da 1605 cm³, lo stesso che in quegli anni equipaggiava anche la R16 TX. Le prestazioni non cambiarono di molto (solo un lievissimo aumento di coppia motrice) e la potenza massima disponibile a 6000 giri/min anziché a 6250).
Il 1973 fu anche l'anno in cui la gamma 15/17 toccò il suo apice produttivo con 70.205 esemplari in totale, di cui 48.776 Renault 15 (compresi i 2.775 esemplari venduti negli USA e in Australia).
Alla fine del 1974 le vendite furono ridimensionate dall'avvento della crisi petrolifera che penalizzò in primis le vetture di grossa cilindrata, ma in seconda battuta anche le vetture di media cilindrata a cui vennero preferite quelle più parche nei consumi, anche a scapito della brillantezza prestazionale. Per quanto riguarda la gamma, si ebbero pochi aggiornamenti, tra cui il montaggio delle luci di emergenza, di una più grande vaschetta per il liquido lavavetri (tranne che sulla 15 TL) e nuovi rivestimenti per i sedili. Vi fu anche l'arrivo della 17 Gordini, che però in realtà non fu altro che la 17 TS cambiata di nome. Ciò fu voluto per mantenere ancora in auge il nome del famoso preparatore Renault di diversi anni prima, visto che proprio nel 1974 era uscita di produzione la R12 Gordini e non sarebbe rimasto più alcun modello in gamma che recasse tale denominazione. L'unica differenza tra la 17 Gordini e la precedente 17 TS fu solamente l'ulteriore aumento del diametro della barra antirollio.

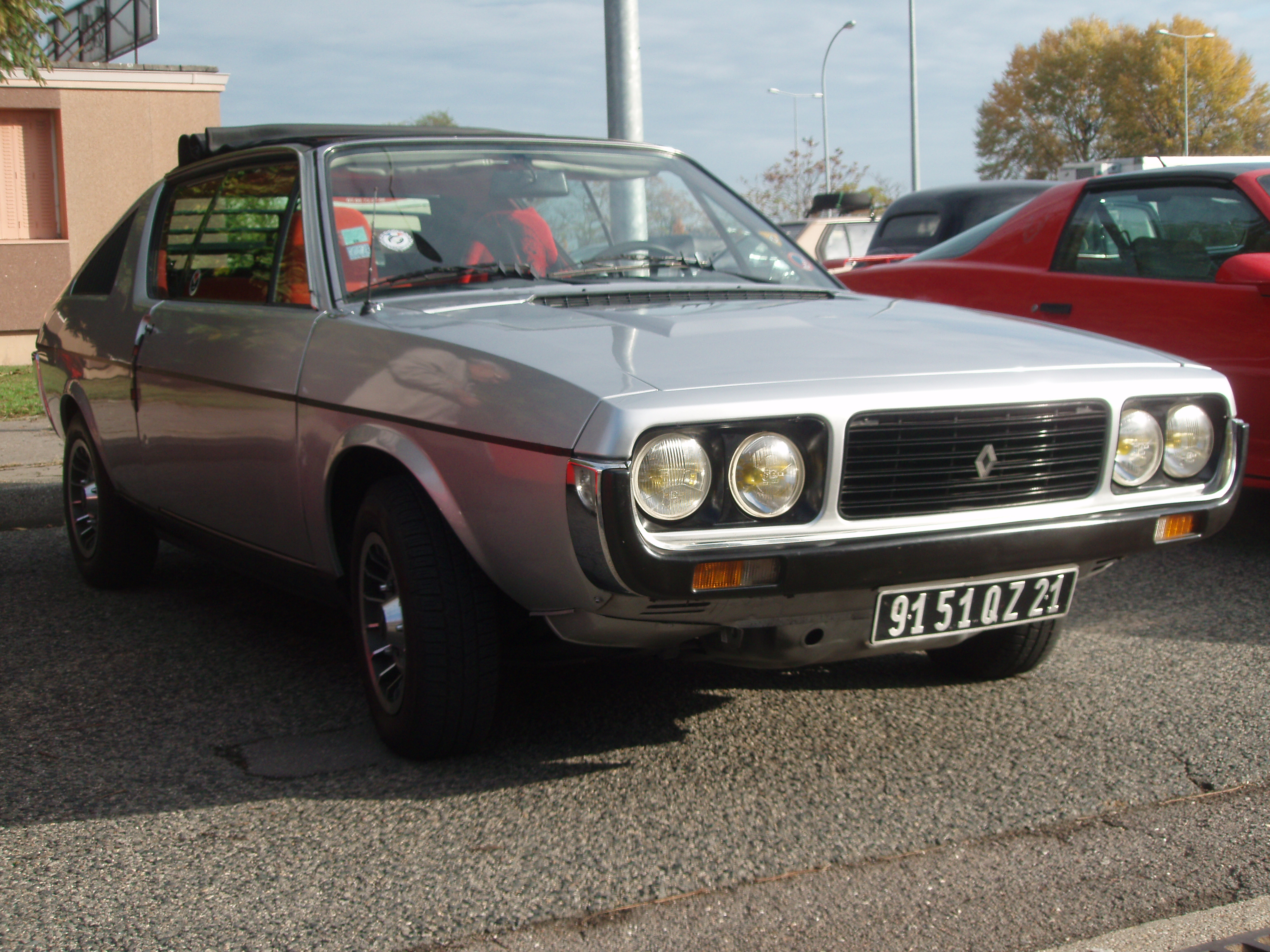
Una Renault 17 dopo il restyling del 1976

Dal 1975 la 15 TS Automatique uscì dai listini, mentre nel febbraio del 1976 si ebbe il restyling di metà carriera: a tale importante aggiornamento partecipò anche la Carrozzeria Coggiola, che propose tra possibili varianti di frontale ristilizzato. Ma alla fine fu nuovamente scelto il disegno di Gaston Juchet. Vi furono rivisitazioni un po' ovunque: nel frontale sia la 15 che la 17 videro i propri gruppi ottici e la propria griglia del radiatore non più inseriti in una calandra in plastica nera ma dai contorni in tinta con la carrozzeria. Il particolare paraurti anteriore non fu più integrato con il bordo superiore della calandra, poiché quest'ultima venne privata proprio di tale elemento e nella sua zona superiore essa risultò quindi costituita dal prolungamento (verniciato in tinta con la carrozzeria) del cofano anteriore. Sempre il paraurti anteriore ricevette gli indicatori di direzione e le luci di posizione incastonati al suo interno. Il cofano motore perse la sua scanalatura longitudinale e divenne quindi piatto ad eccezione della presenza della bombatura sul lato passeggero, ancora presente sulla 17 ed ora introdotta anche sulla 15. La coda vide anch'essa numerosi aggiornamenti, come il lunotto non più incassato tra i due montanti ma a filo con essi, cosicché il portellone del vano bagagli divenne semplicemente piatto; il paraurti divenne in platica nera, ma mantenne il suo profilo ad anello; i fari posteriori vennero congiunti tra di loro con l'inserimento di un catadiottro a tutta larghezza. Sopra di essi, nella 17 comparve una banda trasversale nera in plastica. Internamente il cruscotto rimase a quattro strumenti circolari, ma questi persero le loro palpebre antiriflesso per divenire incassati nella struttura del cruscotto. Un volante a quattro razze apparve su tutta la gamma tranne che sulla 17 Gordini, la quale vide l'arrivo di un più sportiveggiante volante a due razze traforate. Un'altra grossa novità nell'abitacolo fu rappresentata dall'introduzione dei nuovi sedili "Petale" dal disegno particolare e con poggiatesta integrato. Solo la 15 TL rimase con i sedili normali. Dal punto di vista della gamma, la 15 TL rimase a listino, mentre la 15 TS fu sostituita dalla 15 GTL, la quale, però non poté più contare sul vecchio 1.6 da 90 CV, ma sullo stesso motore della TL: cambiò solo l'allestimento, un po' più rifinito. Analogamente, la 17 Gordini rimase a listino meccanicamente immutata, ma la 17 TL venne sostituita da una nuova 17 TS equipaggiata con un nuovo motore da 1647 cm³ alimentato a carburatore ed in grado di erogare fino a 98 CV di potenza massima. La Renault 17 in entrambi i suoi allestimenti fu disponibile anche stavolta sia in versione coupé che in versione Decouvrable.
Nel corso del 1976 ed anche durante i primi mesi del 1977 non vi furono grosse novità, salvo il fatto che l'aggiornamento alla gamma fece risaltire nuovamente i dati di vendita, anche se non più come ai livelli del 1973. Ma si trattò di un entusiasmo di breve durata, poiché già dalla metà del 1977 si ebbe una nuova pesante caduta. Poiché la domanda si concentrò prevalentemente sulla 15, la gamma della 17 fu ridotta alla sola versione TS Decouvrable: sparirono quindi dal mercato francese le versioni Gordini e la TS con carrozzeria coupé, che però rimasero disponibili per i mercati esteri.
Gli ultimi mesi di produzione videro l'arrivo delle cinture di sicurezza anche per i passeggeri posteriori, ma oramai la gamma aveva fatto il suo tempo. La produzione cessò definitivamente nel giugno 1979. La Renault 15 e la Renault 17 vennero sostituite dalla Renault Fuego.

### Riepilogo caratteristiche
Di seguito vengono riepilogate le caratteristiche relative alle varie versioni componenti la gamma delle R15 e delle R17. I prezzi riportati sono in franchi e si riferiscono al momento del debutto nel mercato transalpino:
| Modello                                          | Carrozzeria | Sigla progetto | Motore          | Cilindrata cm³ | Alimentazione            | Potenza CV DIN/rpm | Coppia Nm/rpm | Cambio/ N°rapporti | Freni (ant./post.) | Massa a vuoto (kg) | Rapp. peso/potenza (kg/CV) | Velocità max | Consumo (l/100 km) | Anni di produzione | Prezzo al debutto (in FF) |
| Renault 15                                       |             |                |                 |                |                          |                    |               |                    |                    |                    |                            |              |                    |                    |                           |
| 15 TL                                            | Coupé       | R1300          | 810-10          | 1289           | carburatore doppio corpo | 60/5500            | 96/3500       | M/4                | D/T                | 965                | 16.10                      | 150          | 9                  | 1971-79            | 15.500                    |
| 15 GTL                                           | Coupé       | R1300          | 810-06          | 1289           | carburatore doppio corpo | 60/5500            | 96/3500       | M/4                | D/T                | 965                | 16.10                      | 150          | 9                  | 1976-79            | -                         |
| 15 TS                                            | Coupé       | R1302          | A2L (807-10)    | 1565           | carburatore doppio corpo | 90/5800            | 122/3000      | M/4                | D/T                | 1.005              | 11.17                      | 170          | 10.5               | 1971-76            | 17.500                    |
| Renault 17                                       |             |                |                 |                |                          |                    |               |                    |                    |                    |                            |              |                    |                    |                           |
| 17 TL                                            | coupé       | R1312          | A2L (807-10)    | 1565           | Carburatore doppio corpo | 90/5800            | 122/3000      | M/4                | D/T                | 1.015              | 11.17                      | 170          | 10.5               | 1971-76            | 19.500                    |
| 17 TL                                            | Targa       | R1322          | A2L (807-10)    | 1565           | Carburatore doppio corpo | 90/5800            | 122/3000      | M/4                | D/T                | 1.035              | 11.50                      | 170          | 10.5               | 1972-75            | 21.100                    |
| 17 TS                                            | coupé       | R1313          | A3L (807-12)    | 1565           | Iniezione elettronica    | 108/6250           | 134/5500      | M/5                | DA/D               | 1.055              | 9.77                       | 180          | -                  | 1971-73            | 24.500                    |
| 17 TS                                            | Targa       | R1323          | A3L (807-12)    | 1565           | Iniezione elettronica    | 108/6250           | 134/5500      | M/5                | DA/D               | 1.075              | 9.95                       | 180          | -                  | 1972-73            | 26.100                    |
| 17 TS                                            | coupé       | R1314          | A3L (844-12)    | 1605           | Iniezione elettronica    | 108/6000           | 136/5500      | M/5                | DA/D               | 1.080              | 10                         | 180          | 10.20              | 1973-75            | -                         |
| 17 TS                                            | Targa       | R1324          | A3L (844-12)    | 1605           | Iniezione elettronica    | 108/6000           | 136/5500      | M/5                | DA/D               | 1.100              | 10.19                      | 180          | -                  | 1973-75            | -                         |
| 17 TS                                            | coupé       | R1318          | A2M (843 E7-05) | 1647           | Carburatore doppio corpo | 98/5750            | 133/3500      | M/5                | DA/D               | 1.040              | 10.61                      | 170          | -                  | 1976-791           | 35.000                    |
| 17 TS                                            | Targa       | R1328          | A2M (843 E7-05) | 1647           | Carburatore doppio corpo | 98/5750            | 133/3500      | M/5                | DA/D               | 1.060              | 10.82                      | 170          | -                  | 1976-79            | 38.100                    |
| 17 Gordini                                       | coupé       | R1317          | A3L (844-12)    | 1605           | Iniezione elettronica    | 108/6000           | 136/5500      | M/5                | DA/D               | 1.080              | 10                         | 180          | 10.20              | 1974-791           | -                         |
| 17 Gordini                                       | Targa       | R1327          | A3L (844-12)    | 1605           | Iniezione elettronica    | 108/6000           | 136/5500      | M/5                | DA/D               | 1.120              | 10.37                      | 180          | -                  | 1974-791           | -                         |
| Note: 1Solo fino al 1977 per il mercato francese |             |                |                 |                |                          |                    |               |                    |                    |                    |                            |              |                    |                    |                           |

### Attività sportiva

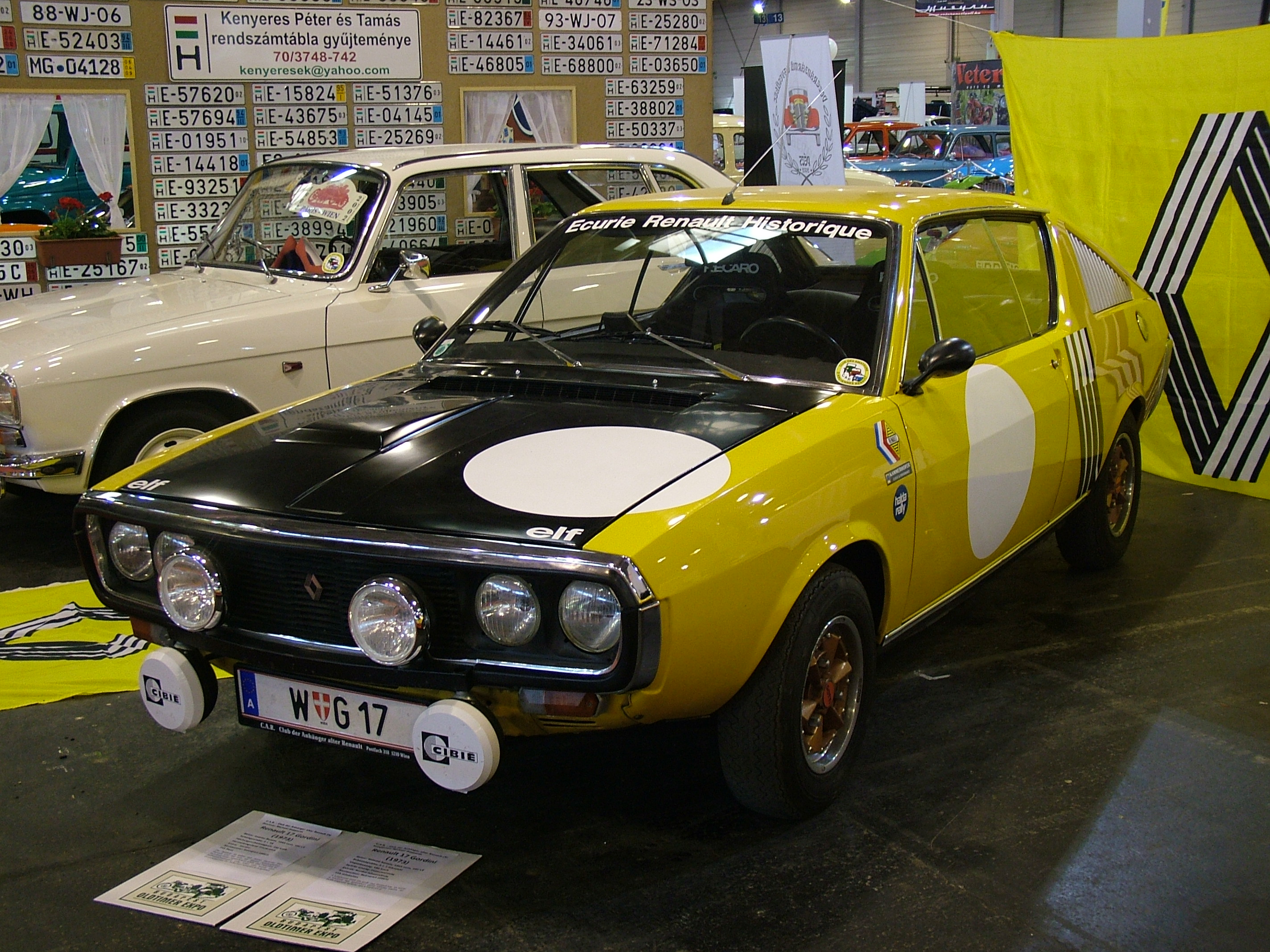
Renault 17 Gordini 1973 da rally

La Renault 17 TS e di seguito la Gordini vennero largamente impiegate in svariate competizioni, anche se la loro aura sportiva fu sicuramente inferiore a quella della R8 Gordini, basti pensare che quest'ultima ancora gareggiava quando la 17 TS stava esordendo nell'ottobre 1972. Il debutto avvenne alla 6me Ronde Cévenole, dove l'auto non riuscì a concludere la gara. Analoga sorte toccò alla vettura anche in molte altre gare; in totale partecipò ad oltre 60 competizioni, dove raccolse anche successi e  buoni piazzamenti. Di seguito vengono elencate le vittorie conquistate:
- 3meRallye Liban-Syrie (1974), equipaggio Walid-Haji;
- Press on Regardless (31 ottobre-3 novembre 1974), equipaggio Thérier-Delferié;
- Ronde de la première terre (18 maggio 1975), equipaggio Nicolas-Laverne;
- Rallye du Danube (30 agosto 1976), pilota Tchoubrikov;
- Rocky Mountain Rally (1976);
- Tall Pines rally (1976);
- Quebec Criterium Rally (1976);
- Taurus Rally (1977), equipaggio Feriancz-Tandani.

A questi si aggiungono anche i due primi posti di categoria ottenuti all'Eastern Canadian Endurance Championship ed al Quebec Regional Championship.